# Maria Elisabeth Hesselblad

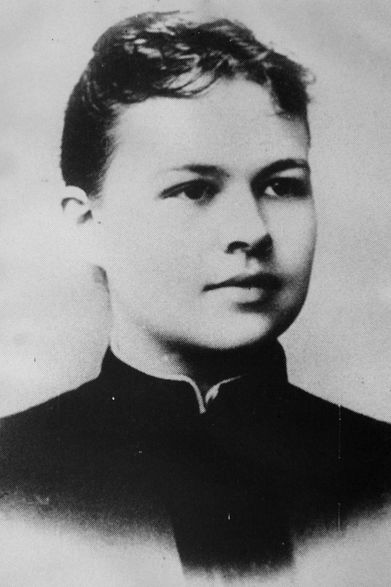
Elisabeth Hesselblad

De heilige Maria Elisabeth Hesselblad (Faglavik (Zweden), 4 juni 1870 - Rome, 24 april 1957) was een katholieke kloosterzuster.

## Levensloop
Maria werd gedoopt in de gereformeerde Zweedse kerk. Ze vertrok in 1888 naar New York om verpleegster te worden. In 1902 werd zij door de jezuïet Giovani Giorgio Hagen in Washington opgenomen in de katholieke kerk en vertrok ze naar Rome, waar zij het vormsel ontving.
Kort na haar terugreis naar New York, werd zij ziek en keerde terug naar Rome, waar zij verbleef in het klooster Santa Brigida. Paus Pius X gaf haar in 1906 de toestemming om in te treden bij de Orde van de Heilige Redder van de Heilige Birgitta (Birgittinessen). Zij ijverde ervoor om de Birgittinessen terug te organiseren in Italië en Zweden.
In 1931 mocht zij van de Heilige Stoel permanent gebruikmaken van de kerk van de Heilige Birgitta. Het werd het levend hart van haar activiteiten. In 1937 ontstond er een klooster in India.
Tijdens de Tweede Wereldoorlog redde zij vele Joden en andere door nazi's vervolgden door hen een schuilplaats te bezorgen.
Zij werd op 9 april 2000 zalig verklaard door Paus Johannes Paulus II en kreeg in 2004 de Jad Wasjem-onderscheiding. Haar feestdag is op 25 april.
Op 5 juni 2016 werd ze heilig verklaard door Paus Franciscus.